# ボビー・フレイ
ロバート・ウィリアム・フレイ（Robert William Flay 1964年12月10日-）は、アメリカ合衆国の料理人。ミサ・グリルというレストランを所有している.
1997年と2000年に料理の鉄人に出演し、森本正治に挑戦者として出場（対戦結果は1勝1敗）。1996年より、ライフタイムのThe Main Ingredientという番組に出演。1999年からフード・ネットワークの番組Hot Off the Grill、FoodNation、Boy Meets Grill、アイアン・シェフ・アメリカ、Wickedly Perfect、Throwdownに出演している。The Next Food Network Starでは審査員を務めた。
2005年に放送されたLAW & ORDER:性犯罪特捜班のエピソード、Designにレオ・アッシュフォードとして出演している。
ディスカバリーチャンネルで、料理の鉄人を元にした料理対決番組「ボビー・フレイを倒せ！」を放送している。